# Afev
L’Afev (Association de la fondation étudiante pour la ville) est une association française créée en 1992. Son objectif est de mobiliser des étudiants bénévoles dans des actions de solidarité et d'accompagnement à la scolarité au sein des quartiers populaires.

## Historique
L'Afev est créée en 1991 dans un contexte de déploiement de la politique de la ville et à la suite du constat d'une marginalisation de certains jeunes dans les quartiers populaires, victimes d'inégalités sociales. Christophe Borgel, ancien président de l'Union nationale des étudiants de France - Indépendant et démocratique (Unef-ID) est l'un des fondateurs et l'un des premiers présidents.

## Organisation et fonctionnement
L'Afev fonctionne avec une cinquantaine de coordinateurs répartis sur le territoire qui ont un double rôle : les relations avec les établissements scolaires et le lien avec les bénévoles étudiants.  
Les contacts avec les établissements scolaires permettent de connaître les besoins d'accompagnement et de définit les modalités de partenariat et de mode d'action. Les coordinateurs ont par ailleurs pour rôle de recruter et de former les bénévoles. Ainsi, la formation des étudiants vise à les sensibiliser à la psychologie de l'enfant en échec scolaire et des sessions de partages d'expériences permettent d'échanger sur les retours d'expérience.

## Actions
L'accompagnement à la scolarité prend la forme d'un accompagnement individualisé, sous la forme d'un mentorat entre un étudiant bénévole et un jeune scolarisé en difficulté qu'il soit écolier, collégien ou lycéen.
D'autres actions sont menées comme l'accueil de jeunes en service civique ou la mise en place de colocations solidaires au sein des quartiers. Afin de permettre de découvrir l'enseignement supérieur, des bénévoles peuvent également organiser des actions pour permettre à des lycées de découvrir l'université.
L'Afev organise chaque année la journée du refus de l’échec scolaire. Cette journée a pour objectif de rassembler des experts, des politiques, des membres associatifs ou de la société civile pour réfléchir et parler des solutions pour lutter contre le décrochage scolaire.

## Partenaires
L'association dispose de partenaires qui font partie de l’économie sociale et solidaire comme les associations Les Petits Débrouillards ou Unis-Cité ainsi que des partenaires institutionnels tels que le ministère de l'Éducation nationale.